# العلاقات التوفالية المارشالية
العلاقات التوفالية المارشالية هي العلاقات الثنائية التي تجمع بين توفالو وجزر مارشال.

## مقارنة بين البلدين
هذه مقارنة عامة ومرجعية للدولتين:
| وجه المقارنة                                              | توفالو                         | جزر مارشال                     |
| --------------------------------------------------------- | ------------------------------ | ------------------------------ |
| المساحة (كم2)                                             | 26                             | 181                            |
| عدد السكان (نسمة)                                         | 11.19 ألف                      | 53.13 ألف                      |
| الكثافة السكانية (ن./كم²)                                 | 43.04 ألف                      | 29.35 ألف                      |
| العاصمة                                                   | فونافوتي                       | ماجورو                         |
| اللغة الرسمية                                             | اللغة التوفالوية، لغة إنجليزية | لغة إنجليزية، اللغة المارشالية |
| العملة                                                    | دولار توفالو                   | دولار أمريكي                   |
| الناتج المحلي الإجمالي (بليون دولار)                      | 39.73 مليون                    | 199.40 مليون                   |
| الناتج المحلي الإجمالي (تعادل القوة الشرائية) بليون دولار | 38.93 مليون                    | 207.25 مليون                   |
| الناتج المحلي الإجمالي الاسمي للفرد دولار أمريكي          | 3.29 ألف                       | 3.38 ألف                       |
| الناتج المحلي الإجمالي للفرد دولار أمريكي                 | 3.77 ألف                       | 3.80 ألف                       |
| مؤشر التنمية البشرية                                      |                                |                                |
| رمز المكالمات الدولي                                      | +688                           | +692                           |
| رمز الإنترنت                                              | .tv                            | .mh                            |
| المنطقة الزمنية                                           | ت ع م+12:00                    | ت ع م+12:00                    |

## منظمات دولية مشتركة
يشترك البلدان في عضوية مجموعة من المنظمات الدولية، منها:
| علم المنظمة | اسم المنظمة                                 | تاريخ انضمام توفالو | تاريخ انضمام جزر مارشال |
| ----------- | ------------------------------------------- | ------------------- | ----------------------- |
|             | تحالف الدول الجزرية الصغيرة                 | ?                   | ?                       |
|             | البنك الدولي للإنشاء والتعمير               | 24 يونيو 2010       | 21 مايو 1992            |
|             | بنك التنمية الآسيوي                         | 1993                | 1990                    |
|             | يونسكو                                      | 21 أكتوبر 1991      | 30 يونيو 1995           |
|             | الاتحاد الدولي للاتصالات                    | 15 أغسطس 1996       | 22 فبراير 1996          |
|             | مؤسسة التنمية الدولية                       | 24 يونيو 2010       | 19 يناير 1993           |
|             | الأمم المتحدة                               | 5 سبتمبر 2000       | 17 سبتمبر 1991          |
|             | مجموعة دول أفريقيا والكاريبي والمحيط الهادئ | ?                   | ?                       |
|             | منظمة حظر الأسلحة الكيميائية                | ?                   | ?                       |